# Христианско-демократическая партия (Италия)
Христианско-демократическая партия (ХДП, итал. Democrazia Cristiana, DC) — итальянская политическая партия христианско-демократического, центристского и антикоммунистического толка, существовавшая с 1943 по 1994 год. Всё время существования так называемой Первой республики (1946—1994) являлась ведущей политической силой страны, неизменно побеждая на всех парламентских выборах с 1946 по 1992 год, возглавляла 45 из 51 составов Совета министров (остальные контролировались ею же посредством возглавляемой ХДП коалиции «Пентопартито», но возглавлялись представителями других партий).
Христианско-демократическая партия была основана как идеологический преемник Итальянской народной партии (1919—1926), которая имела тот же символ, щит крестоносцев (итал. scudo crociato) с написанным на нём словом «Libertas». Принимала участие в Сопротивлении, входя в состав Комитета национального освобождения, вела ограниченную партизанскую борьбу с режимом Сало. После Второй мировой войны пришла к власти как центристская сила, ориентируясь на поддержку ряда различных электоральных групп в противовес союзу коммунистов и социалистов. Ориентировалась на максимально возможное сближение с НАТО и ЕЭС, но (в отличие от западногерманского ХДС) занимала менее радикальные позиции в отношении СССР и Восточного блока. С 1960-х годов, особенно в годы руководства ХДП Альдо Моро, заняла более левоцентристские позиции и сблизилась с ИСП, образовав так называемую «органическую левоцентристскую коалицию» с ней. Короткое время (в рамках политики исторического компромисса) сотрудничала и с ИКП. С ХДП была связана Итальянская конфедерация профсоюзов трудящихся.
В 1994 году в ходе скандала «Тангентополи» вокруг Беттино Кракси и его окружения выяснилось, что ХДП как минимум с 1970-х годов имела тесные связи с мафиозными группировками, а её руководство было замешано в крупных коррупционных преступлениях. Это привело к развалу «Пентопартито» и большей части составлявших её партий (также оказавшихся замешанных в этом скандале), краху популярности партии и серьёзному внутрипартийному кризису, в результате которого ХДП прекратила существование.
После роспуска Христианско-демократической партии её члены образовали ряд мелких партий, в том числе Итальянскую народную партию, Христианско-демократический центр, Объединённые христианские демократы и Союз христианских демократов и центра. Сегодня бывшие христианские демократы в основном входят в правоцентристскую партию «Вперёд, Италия», центристский Союз центра и левоцентристскую Демократическую партию.

## История

### Ранние годы
Идеологическим предшественником христианских демократов была Итальянская народная партия (итал. Partito Popolare Italiano, PPI), созданная в 1919 году католическим священником Луиджи Стурцо, который считается одним из отцов итальянской христианской демократии. Новая партия получила поддержку Папы Бенедикта XV, обеспокоенного ростом социалистических настроений в Италии. Народная партия быстро превратилась в одну из ведущих политических сил страны, собирая более 20 % голосов на выборах 1919 и 1921 годов. В ноябре 1926 года, несмотря на то что часть деятелей партии поддержали Бенито Муссолини, Народная партия была распущена фашистскими властями.
Альчиде де Гаспери, один из основателей Народной партии, в своё время поддержавший приход к власти Муссолини, но позднее примкнувший к противникам фашизма, за что подвергся преследованиям, ещё во время Второй мировой войны занялся созданием нелегальной организации христианских демократов, опираясь на идеологию Народной партии. В январе 1943 года он опубликовал политический манифест «Идеи христианских демократов для реконструкции» (итал. Le idee ricostruttive della Democrazia Cristiana), в котором выразил основные идеи будущей партии. Де Гаспери предлагал для постфашистской Италии всеобщее избирательное право, в том числе и для женщин, предоставить автономию регионам, реформировать промышленность, сельское хозяйство и налоговую систему, поощрять процесс европейской интеграции. 15 декабря того же 1943 года была создана партия, получившая название Христианско-демократическая. В начале 1944 года де Гаспери стал первым генеральным секретарем новой партии. Христианские демократы ещё до официального создания своей партии стали принимать участие в деятельности Комитета национального освобождения, занимавшегося координацией деятельности всех политических сил страны для борьбы с фашизмом и освобождения Италии. Де Гаспери был министром без портфеля в правительстве Иваноэ Бономи, а затем министром иностранных дел в кабинете Ферруччо Парри. В декабре 1945 года де Гаспери стал первым христианским демократом назначенным на пост премьер-министра Италии.
2 июня 1946 года ХДП впервые в своей истории приняла участие в парламентских выборах. Дебют оказался удачным. Христианские демократы набрали 35,18 % голосов и, получив 207 мест в Учредительном собрании, стали ведущей партией Италии. 10 июля де Гаспери сформировал левоцентристское коалиционное правительство, в которое также вошли социалисты, коммунисты и республиканцы. Впрочем союз с левыми продолжался недолго. Под давлением президента США Гарри Трумэна 31 мая 1947 года формируется новый кабинет, без социалистов и коммунистов, зато с участием социал-демократов, либералов и республиканцев. В апреле 1948 года при поддержке католической церкви и США ХДП одержала победу на всеобщих выборах, завоевав 305 мест из 574, то есть 53,14 % всех мандатов. Несмотря на абсолютное большинство в Палате депутатов де Гаспери предпочёл сохранить правоцентристскую коалицию с социал-демократами, либералами и республиканцами.

### От де Гаспери до Моро
Уже в первые послевоенные годы христианские демократы провели в бедных сельских регионах земельную реформу («Закон Гулло-Сеньи»), разделив между крестьянам земли помещиков, проживающих вне своих имений. Помимо этого правительства Альчиде де Гаспери начало широкомасштабную программу общественных работ, а также стало оказывать финансовую и техническую помощь крестьянам. Кроме того христианские демократы приняли ряд законов, защищавших работников от эксплуатации, реформировали систему здравоохранения и развернули активное строительство дешёвого жилья в крупных городах Италии.
При де Гаспери, 8 лет, с 1945 по 1953 год, занимавшем пост премьер-министра Италии, ХДП придерживалась либерально-консервативных позиций, формируя правоцентристские кабинеты при поддержке Демократической социалистической, Либеральной и Республиканской партий. Основой электората христианских демократов в то время составляли религиозные консервативно настроенные жители сельской местности. После отставки и смерти де Гаспери верх в партии при поддержке левой фракции социал-католиков взяло прогрессивное крыло, представленное такими деятелями как Аминторе Фанфани, Альдо Моро и Бениньо Дзакканини. В результате началось полевение ХДП, постепенно перешедшей в центр политической сцены. Исключением стало недолговечное правительство во главе с лидером правого крыла Фернандо Тамброни, сумевшего в марте 1960 года при активной поддержке постфашистской партии Итальянское социальное движение стать Председателем Совета министров Италии, правда всего на четыре месяца. Время его руководства запомнилось прежде всего жестоким разгоном демонстрации итальянских коммунистов и цензурой, в частности запретом несколько фильмов, в числе которых оказалась и картина Федерико Феллини «Сладкая жизнь».
В середине 1950-х годов правительство христианского демократа Антонио Сеньи сыграло важную роль в углублении евроинтеграции, содействовав подписанию Римского договора 25 марта 1957 года, заложившего основу для Европейского экономического сообщества. В начале 1960-х годов ХДП вместе с республиканцами, социалистами и социал-демократами предприняли ряд шагов по усилению роли государства в экономике, в частности была создана Экономическая плановая комиссия и осуществлена национализация электроэнергетики.
В декабре 1963 года новый премьер-министр Альдо Моро сформировал левоцентристское коалиционное правительство, отказавшись от ориентации исключительно на правый центр и впервые после мая 1947 заключив союз с социалистами. На выборах в период от 1953 до 1979 ХДП неизменно занимала первое место, получая от 38 до 43 % голосов избирателей.
На протяжении 1970-х годов Италия переживала серьёзный социально-экономический кризис, сопровождавшийся высокой инфляцией и массовой безработицей. Главной причиной стал нефтяной кризис 1973 года, в результате которого цены на нефть в течение года выросли в 4 раза. Ситуация осложнилась из-за уступок, сделанных итальянскими властями профсоюзам после забастовок и волнений 1968—1969 годов. Неудачные попытки найти выход из тяжёлого экономического положения, коррупция в высших эшелонах власти, рост насилия и преступности значительно подорвали авторитет ХДП, хотя и не отразились на итогах выборов. В 1976 году социалисты отказали в поддержке кабинету Альдо Моро, что привело к политическому кризису и досрочным выборам. Итоги голосования показали неизменность поддержки ХДП и ИСП, в то же время резко снизилось количество избирателей у социал-демократов и, особенно, либералов, при значительном росте популярности Компартии. Пытаясь найти выход из ситуации, руководство христианских демократов решилось на сотрудничество с коммунистами. 11 марта 1978 года Компартия официально присоединилась к парламентскому большинству, хотя её представители и не вошли в состав правительства. Уже через пять дней подпольная леворадикальная организация «Красные бригады» похитила, а затем убила президента ХДП Альдо Моро. Правительство Джулио Андреотти сразу же заняло жёсткую позицию, приняв при поддержке коммунистов в 1978—1979 годах ряд законов против терроризма, которые, впрочем, не смогли покончить с этой проблемой.
В 1978 году христианский демократ Джованни Леоне был вынужден уйти в отставку с поста Президента Итальянской Республики после того, как его обвинили в участии в Локхидском скандале. Позднее Леони был оправдан.

### Пентапартито
Во многом из-за социально-экономических проблем 1970-х—начала 1980-х годов ХДП, даже сохранив поддержку избирателей, всё же утратила часть своего влияния. Пытаясь сохранить стабильность политической системы Италии ХДП в июне 1981 года пошла на формирование широкой коалиции, включившей помимо христианских демократов также социалистов, республиканцев, социал-демократов и либералов, то есть все ведущие партии страны кроме слишком левой Компартии и слишком правого Социального движения. Первое правительство широкой коалиции возглавил лидер республиканцев Джованни Спадолини, став первым в истории Итальянской республики премьером не из числа христианских демократов. Период с 1981 по 1991 год, когда Италией правила пятипартийная коалиция (итал. Pentapartito) вошёл в историю под названием «Пентапартито».
На всеобщих выборах 1983 года ХДП получила меньше 33 % голосов, на тот момент это был наихудший результат партии за всю её историю. Во многом из-за этого новым главой Совета министров в августе стал лидер социалистов Беттино Кракси. В 1980-х годах огромным влиянием в итальянской политической жизни пользовался неформальный альянс трёх политиков, Кракси, Андреотти и Форлани, названный журналистами по первым буквам их фамилий CAF. В 1982 году закончился мировой экономический кризис, начавшийся в 1980 году после нефтяного кризиса 1979 года. В то же время экономический рост сопровождался высокой инфляцией (16,5 % в 1991 году) и огромным дефицитом государственного бюджета (10,7 % от объема ВВП страны в 1991 году), причинами которых были в первую очередь чрезмерные расходы на социальные нужды и малоэффективный общественный сектор экономики. Для покрытия бюджетного дефицита правительству приходилось активно выпускать облигации с высоким процентом, благодаря чему размер государственного долга в 1991 году составлял 108 % от объёма ВВП. Несмотря на инфляцию и дефицит госбюджета итальянская лира в этот период переживала ревальвацию. С 1984 года по апрель 1992 курс лиры по отношению к доллару США вырос более чем в полтора раза. Причинами этого были высокая ставка учётного процента, способствовавшая притоку в страну иностранного капитала, и либерализация валютных операций.
В «1990 году был принят закон Мамми», названный в честь республиканца Оскара Мамми, в то время министра почты и телекоммуникаций в шестом правительстве Джулио Андреотти. Это был первый в истории Италии всеобъемлющий закон, посвящённый регулированию деятельности СМИ и телерадиорекламы. Принятие закона привело к большому скандалу. Его авторов обвинили в предоставлении монополии на телевидение медиамагнату Сильвио Берлускони. После этого скандала Республиканская партия вышла из пятипартийной коалиции, тем самым приведя её к распаду в 1991 году.

### Кризис и роспуск ХДП
В начале 1992 года вице-прокурор Милана Антонио Ди Пьетро начал расследование случаев коррупции при распределении муниципальных подрядов. Так было положено начало операции «Чистые руки» (другое название — скандал «Тангентополи»). В результате операции были вскрыты и обнародованы многочисленные случаи коррупции, незаконного финансирования политических партий, хищений и злоупотреблений на всех уровнях итальянской политической системы, в которых были замешаны члены всех партий «Пентапартито». Первое время «скандал Тангентополи» не оказывал серьёзное влияние на настроения избирателей. На выборах в июне 1992 года христианские демократы хотя и показали наихудший для себя результат за всё время участия в общенациональных выборах, получив меньше 30 % голосов, но всё же остались ведущей партией Италии, сумев создать правительство вместе с социалистами, либералами и социал-демократами.
Ситуация изменилась в сентябре 1992 года, после самоубийства политика-социалиста Серджио Морони, обвиняемого в коррупции. В своём предсмертном письме он, признав себя виновным, обвинил в незаконном финансировании предвыборных кампаний все партии. В декабре того же года на муниципальных выборах христианские демократы потеряли сразу половину своих голосов. На местных выборах в июне 1993 года ХДП потерпела сокрушительное поражение, вновь потеряв половину своих голосов. Ситуация усугубилась громкими скандалами из-за обвинений в адрес ряда влиятельных деятелей ХДП (Джулио Андреотти, Антонио Гава, Калоджеро Маннино, Вито Чианчимино и Салво Лиме) в связях с мафией, в том числе в причастности к убийству журналиста Мино Пекорелли и генерала карабинеров Карло Альберто Далла Кьеза.
Мино Мартинаццоли, возглавивший ХДП в октябре 1992 года, в преддверии досрочных выборов в марте 1994 года объявил о самороспуске Христианско-демократической партии и создании новой организации, названной Итальянская народная партия. Не все члены ХДП последовали за ним. Пьер Фердинандо Казини, лидер правого крыла, создал новую партию под названием Христианско-демократический центр и присоединился к коалиции Сильвио Берлускони. Часть правых членов партии предпочли вступить в партию Джанфранко Фини Национальный альянс. Левое крыло ХДП также разделилось. Часть левых христианских демократов последовали за Мартинаццоли, другие присоединились к Партии демократических левых сил. Ещё ранее, в 1992 году христианский демократ Марио Сеньи, сын бывшего премьер-министра Италии Антонио Сеньи, создал либерально-демократическую партию «Пакт Сеньи» (итал. Patto Segni).
В выборах 1994 года Итальянская народная партия приняла участие в составе центристской коалиции «Пакт для Италии» (итал. Patto per l'Italia), в которую также вошла партия Марио Сеньи. Коалиции удалось завоевать 29 мест в Палате депутатов и 4 места в Сенате.
В 1994—2000 годах большинство христианских демократов присоединились к партии Сильвио Берлускони «Вперёд, Италия».

## Идеология
Источниками идеологии Христианско-демократической партии стали католическое социальное учение, христианско-демократические доктрины XIX века, а также идеи основателей итальянской христианской демократии Ромоло Мурри и Луиджи Стурцо. В основу социально-политической доктрины партии легли папские энциклики Rerum Novarum 1891 года папы Льва XIII и Quadragesimo Anno 1931 года папы Пия XI.
В экономике ХДП отдавала предпочтение сотрудничеству, а не конкуренции, поддерживала модель социальной рыночной экономики и отвергала марксистскую идею классовой борьбы. Партия выступала за сотрудничество между социальными классами. Важной частью идеологии ХДП был принцип «политического единства католиков» против социализма и коммунизма, в соответствии с которым партия пыталась объединить всех итальянских католиков, как правых, так и левых, занимая по большинству вопросов центристские позиции. Христианские демократы изначально позиционировали себя как партию равноудалённую и от крайне левых, коммунистов, и от крайне правых в лице Итальянского социального движения.
Как партия «всеобъемлющего» типа, ХДП Италии отличалась от других европейских христианско-демократических партий, таких как Христианско-демократический союз Германии, которые были в основном консервативными правоцентристскими партиями, в то время как итальянские христианские демократы включали не только консерваторов, но и социал-демократические и либеральные элементы. Вследствие этого жизнь ХДП характеризовалась фракционностью.

## Фракции
Первые годы в ХДП доминировало либерально-консервативное крыло, представленное такими политиками как Альчиде де Гаспери, Джузеппе Пелла, Эцио Ванони и Марио Шельба. Во второй половине 1950-х годов на первое место в партии выходит прогрессивное крыло во главе с Аминторе Фанфани. Им противостояли правые, основными лидерами которых были Антонио Сеньи и Фернандо Тамброни. Союзниками прогрессивного крыла выступали левые христианские демократы, среди которых были выходцы из Народной партии Джованни Гронки и Акилле Гранди, а также политики нового поколения, такие как Джузеппе Доссетти, Джорджио Ла Пира и Джузеппе Лаццати. Большинство из левых были социал-демократы по европейским стандартам.
Нередко партию возглавляли деятели, не связанные с фракциями, такие как Альдо Моро, Мариано Румор (оба ближе к умеренным левым) и Джулио Андреотти (ближе к правому центру). Часто правительство ХДП мог возглавлять представитель правого крыла, а саму партию деятель левого крыла, и наоборот. Например, в 1954—1959 годах секретарем партии был Фанфани, а правительство возглавляли такие правые деятели как Шельба и Сеньи. В конце 1970-х годов во главе партии стоял прогрессист Бениньо Дзакканини, а пост премьер-министра занимал Андреотти.
С 1980-х годов до 1992 года партия была разделена между правоцентристской фракцией во главе с Арнальдо Форлани (поддерживался также правым крылом партии) и левоцентристской во главе с Чириако де Мита (сторонники которого включали профсоюзных активистов и левое крыло), в то время как Андреотти занимал позицию между ними. Разногласия между де Мита и Форлани позволили Андреотти вернуться на пост премьер-министра в 1989 году.

## Результаты выборов
Светло-жёлтым выделены выборы в Учредительное Собрание Италии, светло-серым — выборы в Палату депутатов Итальянской республики, лазурным — выборы в Сенат Итальянской республики, светло-синим — выборы в Европейский парламент.
| Год   | Список                  | Голоса                  | %          | Места | Изменения |     |
| ----- | ----------------------- | ----------------------- | ---------- | ----- | --------- | --- |
| 1946  | Христианская демократия | 8 101 004               | 35,18      | 207   | —         |     |
| 1948  | Палата                  | Христианская демократия | 12 740 042 | 48,51 | 305       | ▲98 |
| Сенат | Христианская демократия | 10 864 698              | 48,14      | 130   | —         |     |
| 1953  | Палата                  | Христианская демократия | 10 862 073 | 40,10 | 263       | ▼42 |
| Сенат | Христианская демократия | 9 886 651               | 40,69      | 116   | ▼14       |     |
| 1958  | Палата                  | Христианская демократия | 12 520 207 | 42,35 | 273       | ▲10 |
| Сенат | Христианская демократия | 10 780 954              | 41,23      | 123   | ▲7        |     |
| 1963  | Палата                  | Христианская демократия | 11 773 182 | 38,28 | 260       | ▼13 |
| Сенат | Христианская демократия | 9 579 158               | 34,87      | 126   | ▲3        |     |
| 1968  | Палата                  | Христианская демократия | 12 437 848 | 39,12 | 266       | ▲6  |
| Сенат | Христианская демократия | 10 963 320              | 38,35      | 135   | ▲9        |     |
| 1972  | Палата                  | Христианская демократия | 12 912 466 | 38,66 | 266       | —   |
| Сенат | Христианская демократия | 11 463 435              | 38,07      | 135   | —         |     |
| 1976  | Палата                  | Христианская демократия | 14 209 519 | 38,71 | 262       | ▼4  |
| Сенат | Христианская демократия | 12 227 353              | 38,88      | 135   | —         |     |
| 1979  | Палата                  | Христианская демократия | 14 046 291 | 38,30 | 262       | —   |
| Сенат | Христианская демократия | 12 010 716              | 38,34      | 138   | ▲3        |     |
| 1979  | Христианская демократия | 12 774 320 36,45 29     | 36,45      | 29    | —         |     |
| 1983  | Палата                  | Христианская демократия | 12 153 081 | 32,93 | 225       | ▼37 |
| Сенат | Христианская демократия | 10 077 204              | 32,41      | 120   | ▼18       |     |
| 1984  | Христианская демократия | 11 714 428              | 33,33      | 27    | ▼2        |     |
| 1987  | Палата                  | Христианская демократия | 13 233 620 | 34,31 | 234       | ▲9  |
| Сенат | Христианская демократия | 10 897 036              | 33,62      | 125   | ▲5        |     |
| 1989  | Христианская демократия | 11 451 053              | 32,90      | 26    | ▼1        |     |
| 1992  | Палата                  | Христианская демократия | 11 637 569 | 29,65 | 206       | ▼28 |
| Сенат | Христианская демократия | 9 088 494               | 27,27      | 107   | ▼18       |     |

## Электорат
В первые годы ХДП была сильнее в Северной Италии, и особенно в восточной части Ломбардии и Венеции, чем в Южной, где большой популярностью пользовались либералы, монархисты и правопопулистский Фронт обычных людей. Наиболее слабыми были позиции ХДП в Эмилии-Романье и Центральной Италии, где традиционно высокую поддержку получали левые партии, в первую очередь коммунистическая.
На всеобщих выборов 1948 года ХДП добилась лучшего результата в своей истории, получив 48,51 % голосов и абсолютное большинство мест в парламенте Италии. Наибольшее количество голосов партия набрала в Трентино (69,6 %), восточной Ломбардии (66,8 %, в том числе 73,6 % в провинции Бергамо), в Венеции (60,5 %, в том числе 71,9 % в провинции Виченца) и в Фриули-Венеция-Джулия (57,8 %), то есть в тех регионах где в дофашистскую эру располагались основные электоральные базы Итальянской народной партии. В Центре и на Юге ХДП наиболее удачно выступила в Абруццо (53,7 %), Лацио (51,9 %) и Кампания (50,5 %).
С конца 1950-х годов география поддержки ХДП начала меняться. В то время как на Севере количество избирателей голосующих за христианских демократов уменьшалось, на Юге голосовать за партию стали больше. В результате в 1980-х годах ХДП на Юге стала сильнее чем на Севере, за исключением Венеции, которая осталась одним из оплотов партии. По итогам всеобщих выборов 1983 года, на которых ХДП выступила неудачно, электоральная география партии стала очень отличаться от картины 30- или даже 10-летней давности. Так, больше всего голосов христианские демократы набрали в Апулии (46,0 % при 33 % в среднем по стране).
На всеобщих выборах 1992 года сдвиг стал ещё очевидней. Получив в среднем по Италии меньше 30 %, ХДП смогла преодолеть 40%-ную отметку только в некоторых южных регионах (44,5 % в Базиликате, 41,2 % в Сицилии и 41,1 % в Кампании). В то время как на Севере партия, во многом из-за подъёма Лиги Севера, едва достигла 20—25 % голосов. Так, в Венеции христианские демократы набрали 31,7 % (Лига — 17,3 %), в западной Ломбардии — 32,1 % (Лиги на 25,2 %), во Фриули-Венеция-Джулия — 28,0 % (Лига — 17,0 %), в Пьемонте — 21,0 % (Лига — 16,3 %).
Похожая картина наблюдалась и партиями-преемниками ХДП. На всеобщих выборах 1996 года Итальянская народная партия, Христианско-демократический союз и Объединённые христианские демократы наилучшего результата добились в Кампании, набрав все вместе 22,3 %. В том же году эти же партии смогли получить на региональных выборах в Сицилии 26,4 %.

## Руководство

### Политические секретари
- июль 1944—сентябрь 1946 — Альчиде де Гаспери
- сентябрь 1946—январь 1949 — Аттилио Пиччони
- январь—июнь 1949 — Джузеппе Каппи
- июнь 1949—апрель 1950 — Паоло Эмилио Тавиани
- апрель 1950—сентябрь 1953 — Гвидо Гонелла
- сентябрь 1953—июнь 1954 — Альчиде де Гаспери
- июнь 1954—март 1959 — Аминторе Фанфани
- март 1959—январь 1964 — Альдо Моро
- январь 1964—январь 1969 — Мариано Румор
- январь—ноябрь 1969 — Фламинио Пикколи[англ.]
- ноябрь 1969—июнь 1973 — Арнальдо Форлани
- июнь 1973—июль 1975 — Аминторе Фанфани
- июль 1975—февраль 1980 — Бениньо Дзакканини
- февраль 1980—май 1982 — Фламинио Пикколи
- май 1982—февраль 1989 — Чириако де Мита
- февраль 1989—октябрь 1992 — Арнальдо Форлани
- октябрь 1992—январь 1994 — Мино Мартинаццоли

### Президенты
- 22 сентября 1946—24 августа 1954 — Альчиде де Гаспери
- 24 августа 1954—20 февраля 1960 — Адоне Дзоли
- 22 мая 1960-21 февраля 1966 — Аттилио Пиччони
- 1966-1969 — Марио Шельба
- 1969—1975 — Бениньо Дзакканини
- 1975—1978 — Альдо Моро
- 1978—1980 — Фламинио Пикколи
- 1980—1989 — Арнальдо Форлани
- 1989—1992 — Чириако де Мита
- 1992—1994 — Роза Руссо Ерволино

### Партийный лидер вПалате Депутатов
- 1946—1948 — Джованни Гронки
- 1948—1949 — Джузеппе Каппи
- 1949 — Джузеппе Спатаро
- 1950 — Джузеппе Каппи
- 1950—1953 — Джузеппе Беттиол
- 1953-1956 — Альдо Моро
- 1956-1958 — Аттилио Пиччони
- 1958-1962 — Луиджи Гуи
- 1962-1968 — Бениньо Дзакканини
- 1968 — Фьорентино Сулло
- 1968-1972 — Джулио Андреотти
- 1972-1978 — Фламинио Пикколи
- 1978—1979 — Джованни Галлони
- 1979—1983 — Жерардо Бьянко
- 1983—1986 — Вирджинио Роньони
- 1986—1989 — Мино Мартинаццоли
- 1989—1990 — Винченцо Скотти
- 1990-1992 — Антонио Гава
- 1992—1994 — Жерардо Бьянко

## Национальные конгрессы
- 24—27 апреля 1946 — I Конгресс (Рим)
- 15—19 ноября 1947 — II Конгресс (Неаполь)
- 2—6 июня 1949 — III Конгресс (Венеция)
- 21—26 ноября 1952 — IV Конгресс (Рим)
- 26—29 июня 1954 — V Конгресс (Неаполь)
- 14—18 октября 1956 — VI Конгресс (Тренто)
- 23—28 октября 1959 — VII Конгресс (Флоренция)
- 27—31 января 1962 — VIII Конгресс (Неаполь)
- 12—16 сентября 1964 — IX Конгресс (Рим)
- 23—26 ноября 1967 — X Конгресс (Милан)
- 27—30 июня 1969 — XI Конгресс (Рим)
- 6—10 июня 1973 — XII Конгресс (Рим)
- 18—24 марта 1976 — XIII Конгресс (Рим)
- 15—20 февраля 1980 — XIV Конгресс (Рим)
- 2—6 мая 1982 — XV Конгресс (Рим)
- 24—28 февраля 1984 — XVI Конгресс (Рим)
- 26—30 мая 1986 — XVII Конгресс (Рим)
- 18—22 февраля 1989 — XVIII Конгресс (Рим)